# Destiny Harden
Destiny Lorraine Harden (Chicago, 24 settembre 1998) è una cestista statunitense, professionista in Europa.

## Carriera
È stata selezionata dalle Phoenix Mercury al terzo giro del Draft WNBA 2023 (27ª scelta assoluta).